# Teucholabis gracilis
Teucholabis gracilis är en tvåvingeart som beskrevs av Osten Sacken 1886. Teucholabis gracilis ingår i släktet Teucholabis och familjen småharkrankar. Inga underarter finns listade i Catalogue of Life.